# Pseudomiza tamahonis
Pseudomiza tamahonis là một loài bướm đêm trong họ Geometridae.